# Пояс Гулда
По́яс Гу́лда (англ. Gould Belt) — группа очень молодых массивных звёзд возрастом 10—30 млн лет, формирующая диск диаметром 500—1000 пк, центр которого находится на расстоянии 150—250 пк от Солнца в направлении антицентра Галактики. 
Назван в честь Бенджамина Гулда, впервые обратившего в 1879 году внимание на то, что яркие звёзды на небе образуют пояс, наклонённый к плоскости Млечного Пути.
Пояс содержит яркие звёзды многих созвездий, включая в порядке с запада, а затем в восточном направлении созвездия: Цефея, Ящерицы, Персея, Ориона, Большого Пса, Кормы, Паруса, Киля, Южного Креста, Центавра, Волка и Скорпиона (включая OB-ассоциацию Скорпиона-Центавра). Млечный Путь также проходит через большинство этих созвездий, но немного юго-восточнее. История локальной межзвёздной среды и локального звездообразования на расстоянии до нескольких сот парсек и за период в несколько десятков миллионов лет почти полностью определяется поясом Гулда.
Астрономы Гарвардского университета (США) при помощи космического телескопа Gaia выяснили, что пояс Гулда является частью более крупной структуры, протяженностью 9 тысяч световых лет.
Существует также доказательство существования подобных поясов в других галактиках.

## Происхождение и формирование
Есть несколько теорий о происхождении пояса Гулда. Одна утверждает, что пояс Гулда сформировался в результате ударной волны, возникшей 50—60 миллионов лет назад из-за столкновения молекулярного облака с галактическим диском, центр которой находится в созвездии Персея. Также есть теория, утверждающая, что ударная волна начала расширяться и гравитационно дестабилизировала несколько молекулярных облаков, в которых начался процесс интенсивного звездообразования. Считается, что к расширению пояса Гулда причастны один или несколько взрывов сверхновых, в результате которых 10 миллионов лет назад образовался Местный пузырь, в котором наше Солнце находится в настоящее время.
В конце 2000-х годов появилась теория, которая утверждает, что пояс Гулда образовался около 30 миллионов лет назад, когда сгусток тёмной материи столкнулся с молекулярным облаком в нашем регионе.